# Ernest Bohr
Ernest David Bohr (født 7. marts 1924 på Frederiksberg, Sankt Markus Sogn, død 26. februar 2018) var en dansk jurist, tidligere landsretssagfører og landhockeyspiller, som deltog i OL 1948 i London.
Ernst Bohr blev student fra Sortedam Gymnasium 1942 og 1948 cand. jur. og landsretssagfører. Han spillede landhockey for Orient i Lyngby.
Ernest Bohr var søn af fysikeren Niels Bohr og Margrethe Nørlund. Han var bror til Aage, Hans og Erik Bohr. Hans farbror, matematikeren Harald Bohr, var med på det danske sølvhold i fodbold ved OL 1908. Han blev gift 7. januar 1950 med dommer Else Bohr født Richter (1924-2011).
Efter at Danmark blev besat i 1940, valgte familien Bohr at blive i landet til trods for at nazisterne betragtede familien som jøder, idet Ernest Bohrs farmor Ellen Adler var jøde. Faren Niels Bohr mente at han kunne gøre mest gavn ved at blive i Danmark. Men i september 1943 kom der efterretninger om at han ville blive arresteret og bragt til Tyskland. Derfor flygtede familien til Sverige under jødeaktionen i oktober 1943. Moren og de tre yngste drenge blev i Sverige til krigen var slut. Faren og Ernests storebror Aage rejste i oktober 1943 videre til Storbritannien og USA.
Ernest Bohr var formand for bestyrelsen for aktieselskaberne Wiltax, Slagelse Dampmølle, Øxenbjerg Dampmølle og Toldbodmøllen samt medlem af bestyrelsen for Møller & Landschultz m.fl. og for Julies Fond.
Ernest Bohr er opkaldt efter Ernest Rutherford.